# Arinia simplex
Arinia simplex é uma espécie de gastrópode da família Diplommatinidae.
É endémica de Malásia.
Os seus habitats naturais são: florestas subtropicais ou tropicais húmidas de baixa altitude.
Está ameaçada por perda de habitat.